# Barend Joseph Stokvis

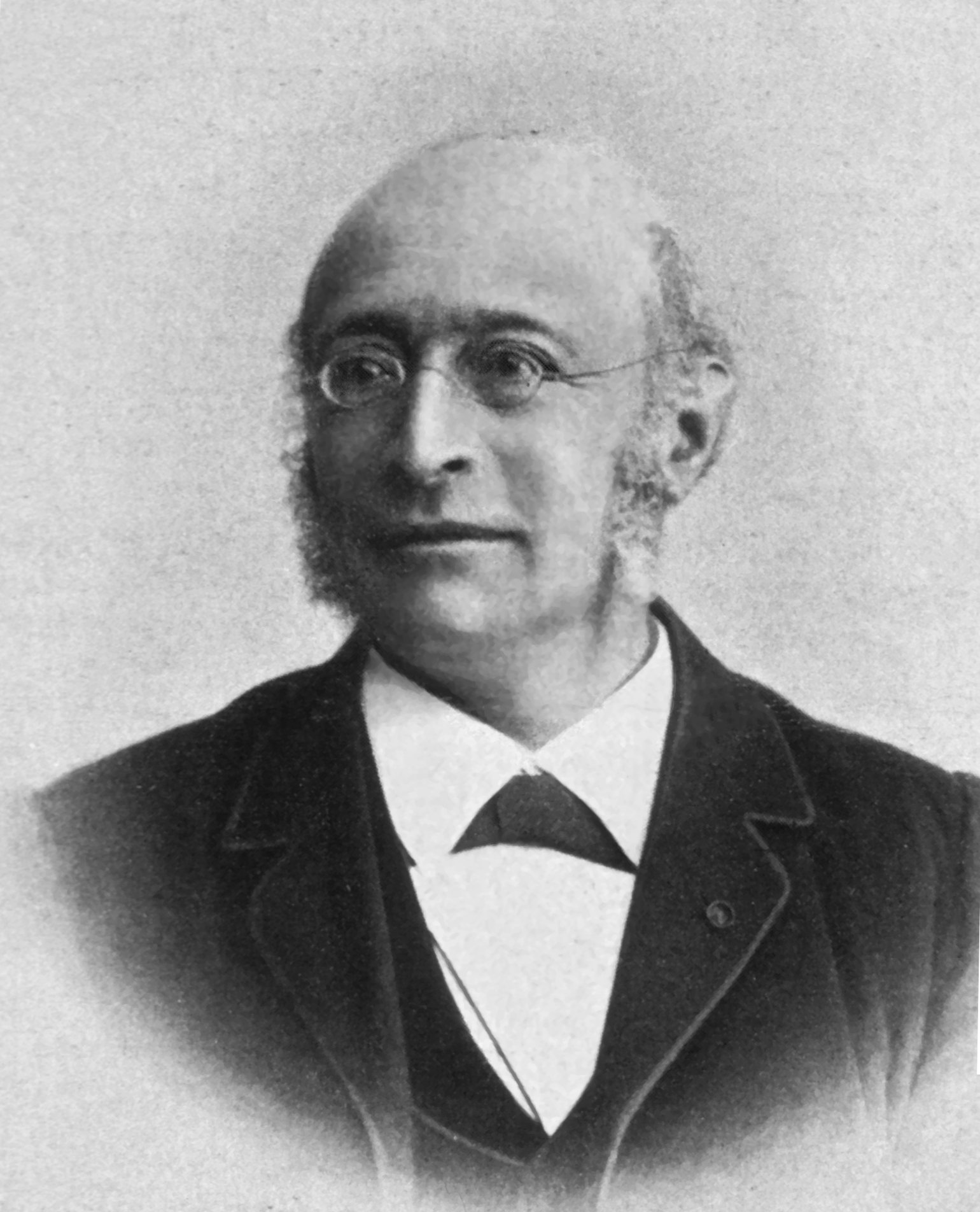
Barend Joseph Stokvis

Barend Joseph Stokvis (ur. 16 sierpnia 1834 w Amsterdamie, zm. 28 września 1902) – holenderski lekarz pochodzenia żydowskiego. 

## Życiorys
Był synem lekarza Josepha Barenda Stokvisa (1808–87). Ukończył gimnazjum klasyczne w Amsterdamie (1843–50) i Athenæum (1856). W 1856 obronił doktorat. W czasie podróży po Europie w latach 1857–59 odwiedził Paryż i Wiedeń. W końcu osiadł na stałe w rodzinnym mieście i rozpoczął praktykę lekarską. W 1867 otrzymał od Akademii Brukselskiej złoty medal za pracę Recherches Expérimentales sur les Conditions Pathogéniques de l'Albuminurie. W 1874 został mianowany profesorem patologii i farmakodynamiki na Uniwersytecie w Amsterdamie. Był przewodniczącym Internationaal Koloniaal Geneeskundig Congres, który odbył się w Amsterdamie w 1883, jak też pierwszego kongresu holenderskich lekarzy i chirurgów. W 1879 został wybrany do Królewskiej Akademii Nauk, a w 1896 został jej wiceprezydentem. W 1884 Uniwersytet w Edynburgu nadał mu honorowy stopień Legum Doctor (LL.D.). 
Wydał między innymi prace De Suikervorming in de Lever in Verband met de Suikerafscheiding bij Diabetes Mellitus (1856), Over de Glycose Stof in de Lever (1869), Bijdragen tot de Physiologie van het Acidum Uricum (1869), Over de Sterfte van Croup bij de Nederlandsche Israelietische Gemeente to Amsterdam (1869), Voordrachten over Homoeopathie (1887), Voordrachten over Geneesmiddelenleer (3 tomy, 1891–1902, wznowienie 1895) i Invloed der Tropische Gewesten (1893). Po ojcu Stokvis objął stanowisko przewodniczącego Nederlandsche Israelietische Armbestuur w Amsterdamie.